# Czech Press Photo

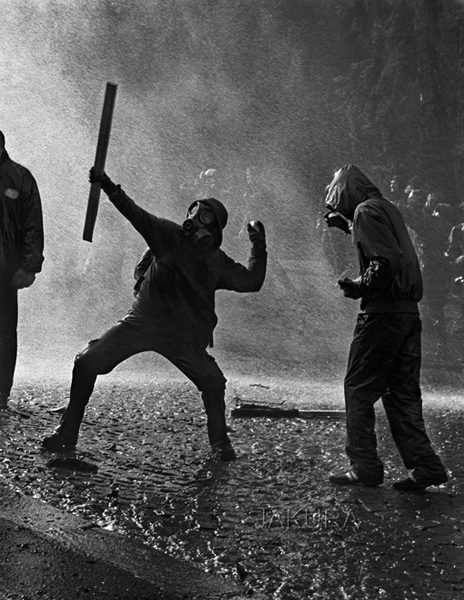
Jaroslav Kučera: Kameny a násilím proti globalizaci, Praha, Lumírova ulice, 2000, vítěz Czech Press Photo 2000

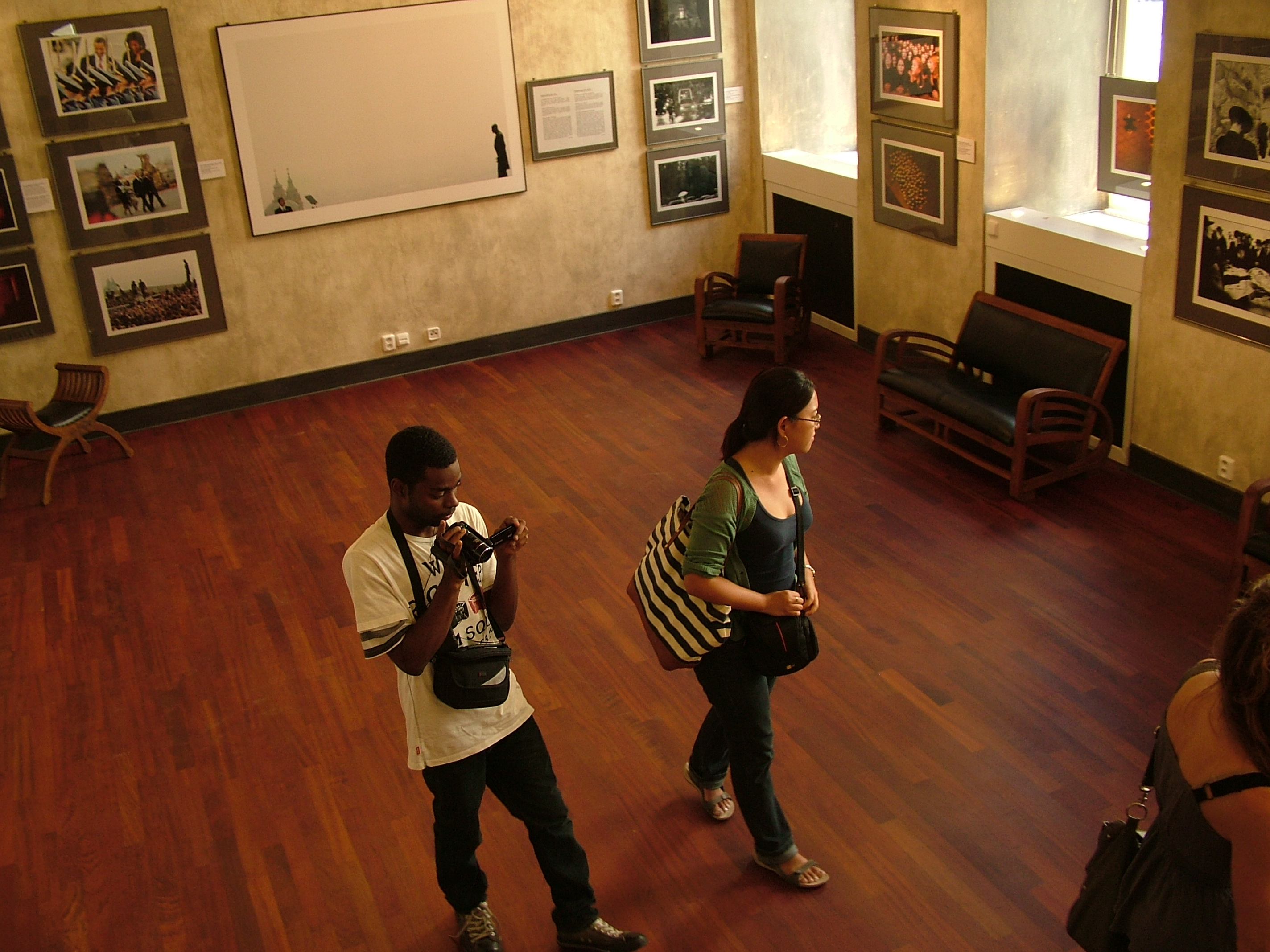
Výstava fotografií Joe Klamara; snímek Barack Obama v Praze, který vyhrál CPP 2009, je vzadu nahoře

Czech Press Photo je fotografická soutěž a následná výstava české zpravodajské fotografie, obdoba celosvětové World Press Photo. Organizátorem soutěže je Czech Photo o.p.s. Vybraná kolekce fotografií přehledně mapuje a představuje veřejnosti nejvýznamnější události uplynulého roku, jak je viděli nejlepší čeští fotoreportéři. Autoři pořizují snímky napříč společenským spektrem od zpravodajství přes umění a portréty až po sport a přírodu.  
Soutěž vznikla v roce 1995 z iniciativy fotografických publicistů Daniely Mrázkové a Vladimíra Remeše. Od roku 2015 stojí v čele soutěže fotografka a galeristka Veronika Souralová. Ta je zároveň ředitelkou multižánrové galerie zaměřené na současnou fotografii Czech Photo Centre. Založila Czech Nature Photo, soutěž a výstavu určenou pro fotografy přírody.
V roce 2021 posílil tým Czech Photo fotograf Dan Materna v roli manažera soutěže Czech Press Photo. 
Cílem soutěže je přinášet nezávislé a autentické obrazové svědectví o životě v celém světě pohledem českých profesionálních fotografů. Zprostředkovat veřejnosti pohled na důležité okamžiky nejen z politiky, kultury nebo sportu, ale i z každodenního života uplynulého roku. Soutěž chce stimulovat rozvoj fotografie jako svébytného média. Czech Press Photo podporuje zájem o fotožurnalizmus jako prostředek mezilidského poznání a porozumění.
Od roku 2021 se výstava Czech Press Photo koná v Národním muzeu.

## Soutěžní kategorie
- Aktualita
- Reportáž
- Každodenní život
- Lidé, o kterých se mluví
- Umění a kultura
- Sport
- Portrét
- Člověk a životní prostředí

V těchto osmi kategoriích se hodnotí jednotlivé snímky a série.
- Grant Prahy (série) Práce ucházející se o grant Prahy, roční tvůrčí stipendium vyhlašované primátorem Prahy, které představují koncept souboru, téma, kterým se autor chce příští rok zabývat.

## Ceny
- Fotografie roku – hlavní cena
- Vítězný snímek nebo série a tři nejlepší práce v každé soutěžní kategorii
- Grant Prahy Czech Press Photo – roční tvůrčí stipendium na fotografování proměn města; na doporučení poroty uděluje pražský primátor
- Cena diváků - nejlepší fotografie hodnocená návštěvníky výstavy Czech Press Photo
- Cena UNHCR (Vysoký komisař Organizace spojených národů pro uprchlíky) – cena pro nejlepší fotografii zachycující problematiku uprchlíků
- Cena Canon Junior Award - pro mladé fotografy do 23 let
- Cena Samsung
- Cena ČTK, kterou od roku 2019 uděluje agentura mladým fotografům do 26 let, aby podpořila mladé fotoreportéry. Cenou je honorovaná stáž v ČTK.
- Cena Výboru dobré vůle - Nadace Olgy Havlové

## Podmínky účasti
Soutěže Czech Press Photo se mohou zúčastnit fotografové s trvalým bydlištěm v České nebo Slovenské republice pracemi, které vznikly pro publikační účely v době od 30. 9. předchozího roku do 30. 9. stávajícího roku. Přijímány jsou záběry z filmových i digitálních aparátů.

## Porota
Přihlášené práce posuzuje a vítězné snímky vybírá mezinárodní porota, která je složená z fotografů, obrazových editorů, kurátorů, novinářů a dalších odborníků v oboru fotografie a vizuální komunikace. Porota má 5–7 členů a každý rok se obměňuje. Cenu Grant Prahy uděluje pražský primátor na doporučení hlavní poroty. Firemní ceny si volí sponzorské firmy samy.

## Ročníky

### 1995
Fotografie roku: Jan Šibík (Reflex) Rwandský uprchlík, tábor Katala, léto 1994
Složení poroty: Daniel Mrázková, Radek Bajgar, Ivo Gil, Miroslav Hucek, Zdeněk Lhoták, Ján Lofaj, Lee Malis, Pavel Marek, Andrej Reiser, Josef Sklenka, Pavel Štech, Dušan Veselý, Miroslav Vojtěchovský

### 1996
Fotografie roku: pro nedostatek finančních prostředků nebyla cena udělena
Neoficiální Fotografie roku: Jaroslav Jiřička (Blesk Magazín) Karel Poborský, hrdina českého fotbalového týmu Mistrovství Evropy.
Složení poroty: Pavel Dias, Emanuel Eckardt, Colin Jacobson, Karol Kállay, Viktor Kolář, Péter Korniss, Daniela Mrázková, Andrej Reiser, Tomasz Tomaszewski, Rimantas Dichavičius, Pavel Brunclík

### 1997
Fotografie roku: Petr Josek (Reuters) Pes plave v zatopené ulici Uherského Hradiště, 11. července 1997
Složení poroty: Colin Jacobson, Karol Kállay, Viktor Kolář, Péter Korniss, Harald Menk, Daniela Mrázková, Robert Pledge, Andrej Reiser, Pavel Štecha, Alexandr Zemljaničenko

### 1998
Fotografie roku: David Neff (MF Dnes) Romská matka truchlí nad smrtí svých dětí, které se utopily při záplavách v Jarovnicích na východním Slovensku, červenec 1998
Složení poroty:Tom Ani, Frank Fournier, Karol Kállay, Péter Korniss, Daniela Mrázková, Andrej Reiser, Karen Rogers, Valerij Ščekoldin, Slawomir Sierzputowski

### 1999
Fotografie roku: Jan Šibík (Reflex) Kosovská matka zastavená na hranici Makedonie, Blace, březen - duben 1999
Složení poroty: Alexandr Gljadelov, Liz Grogan, Natalja Jermelina, Karol Kállay, Éva Keleti, Viktor Kolář, Péter Korniss, Antonín Kratochvíl, Michael Rabanus, Andrej Reiser, Jan Skarzynski

### 2000
Fotografie roku: Jaroslav Kučera (Bilderberg, Signum) Kameny a násilím proti globalizaci, Praha, Lumírova ulice, 26. září 2000
Složení poroty: Andrej Bán, Hans-Jurgen Burkard, Anne Cartie-Bresson, Michael P. Conway, Antonín Kratochvíl, Péter Korniss, Václav Neumann, Andrej Reiser, Vladimir Vjatkin

### 2001
Fotografie roku: Michal Novotný (Lidové noviny) Děti kapitána požárníků Timothy Stackpola na newyorském Coney Islandu při jeho pohřbu, září 2001
Složení poroty: Andrej Bán, John Echave, Tom Jacobi, Karol Kállay, Sergej Kirvin, Péter Korniss, Václav Neumann, Andrej Reiser, Ota Richter, Jennie Ricketts

### 2002
Fotografie roku: René Jakl (volný fotograf) Poslední minuty slona Kádira v zatopené pražské zoo, 13. srpna 2002
Složení poroty: Chris Andreson, Andrej Bán, Elena Ceratti, Frank Fournier, Thomas Hopker, Sergej Kivrin, Péter Korniss, Andrej Reiser, Jindřich Štreit

### 2003
Fotografie roku: Ibra Ibrahimovič (volný fotograf) Příběh sedláka Rajtera. Jan Rajter s malým Vašíkem na pastvině v Mrzlicích, říjen 2002
Složení poroty: Andrej Bán, John Echave, Frank Fournier, Jan Hnízdo, Thomas Hopker, Olga Chrustaleva, Karol Kállay, Péter Korniss, Václav Neuman, Andrej Reiser

### 2004
Fotografie roku: Jan Rybář (MF Dnes) Bolest Beslanu – pohřeb jednoho ze zabitých dětí
Složení poroty: Andrej Bán, Elizabeth Biondi, Christiane Breustedt, William Ewing, Karol Kállay, Péter Korniss, Vanessa Kramer, Nikolaj Rachmanov, Rainer Reichert, Andrej Reiser, Piotr Wojcik

### 2005
Fotografie roku: Václav Jirsa (Právo) XII. letní paralympijské hry Athény, Erich Winkler (Německo), bronzový, cyklistika, silnice, časovka, září 2004
Složení poroty: Adam Shahidul, Hans-Joachim Ellerbrock, Adrian Evans, Alan Hyža, Graciela Iturbide, Karol Kállay, Péter Korniss, Vladimir Potapov, Michael Rabanus, Andrej Reiser, Piotr Wojcik

### 2006
Fotografie roku: Michal Čížek (AFP) Jak dál? Porada vrcholných politiků po Volby do volbách, Praha, 6. června 2006
Složení poroty: Hans-Joachim Ellebrock, Adrian Evans, William Ewing, Péter Korniss, Václav Neumann, Marian Pauer, Romualdas Požerskis, Jan Šibik, Piotr Wojcik

### 2007
Fotografie roku: Dan Materna (MF Dnes) Exekuce dítěte, 16. ledna 2007
Složení poroty: Wolfgang Behnken, Ruth Eichhorn, Christiane Gegner, Amanda Hopkinson, Péter Korniss, Christopher Morris, Elio Piazza, Marian Pauer, Vladimir Potapov, Bjorn Rantil, Andrej Reiser

### 2008
Fotografie roku: David W.Černý (Reuters) Hromadná havárie na dálnici D1, 20. března 2008
Složení poroty: Claude Andreini, Ruth Eichhorn, Adrian Evans, Kristian Feigelson, Amanda Hopkinson, Péter Korniss, Grazia Neri, Marian Pauer, Sergej Maximishin, Elio Piazza, Andrej Reiser, Jiří Stivín

### 2009
Fotografie roku: Joe Klamar (AFP) Barack Obama v Praze, 5. dubna 2009
Složení poroty: Tom Ang, Ruth Eichhorn, Adrian Evans, Péter Korniss, Daniela Mrázková, Václav Neumann, Marian Pauer, Sergei Maximishin, Elio Piazza, Andrej Reiser, Piotr Wojcik

### 2010
Fotografie roku: Martin Bandžák Dívka hospitalizovaná v nemocnici se zraněným okem a tváří při zemětřesení, 7. únor 2010
Složení poroty: Daphné Anglie, Mladen Antonov, Vladimír Birgus, Kate Edwards, Eugen Gindl, Péter Korniss, Marian Pauer, Andrej Reiser, Adrianna Rinaldo, Cvetan Tomcev, Antonello Zappadu
Do 16. ročníku se přihlásilo 299 fotografů s trvalým pobytem v ČR nebo na Slovensku s celkovým počtem 4236 snímků. V porotě zasedli kromě ředitelky instituce Daniely Mrázkové také Vladimír Birgus nebo Antonello Zappadu. Hlavní cenu získal slovenský fotograf Martin Bandžák za snímek dívky zraněné po zemětřesení na Haiti nazvaný Dívka hospitalizovaná v nemocnici se zraněným okem a tváří při zemětřesení. Porota o fotografii prohlásila, že „...její síla je v její jednoduchosti. Obraz je ohromující a silně působivý na první pohled - je lakonický a současně ikonický“. Tato fotografie byla oceněna také v kategorii Aktualita. Mezi oceněnými (a také s tématem Haiti) byli Jan Šibík a Jarmila Kovaříková. Čestné uznání získal Igor Zehl z ČTK za snímky návštěvníků, kteří si prohlíželi plátna Slovanské epopeje Alfonse Muchy. Grant Prahy s ročním stipendiem získal Roman Vondrouš z ČTK.

### 2011
Fotografie roku: Stanislav Krupař (Reflex) Nepokoje na Šluknovsku, 2011
Složení poroty: Mladen Antonov, Water Bergmoser, Celina Dunlop, Tomasz Gudzowaty, Lee Yong-Hwan, Petr Josek, Péter Korniss, Marian Pauer, Andrej Reiser, Silvia Omedes Alegre, Tsvetan Tomchev

### 2012
Fotografie roku: Milan Jaroš (Respekt) Rozloučení s Václavem Havlem, 18. prosince 2011
Složení poroty: Daria Bonera, Celina Dunlop, Amir El Lithy, Tomasz Gudzowaty, Petr Josek, Marian Pauer, Andrej Reiser, Tamás Szigeti, Goran Tomaševič, Piotr Wojcik, Anna Zekrija
V pořadí 18. ročníku se zúčastnilo 297 fotografů z České a Slovenské republiky s celkovým počtem 3 719 snímků.

### 2013
Fotografie roku: Michal Kamaryt (ČTK) David Rath obžalovaný z korupce přichází k hlavnímu líčení u Krajského soudu v Praze, srpen 2013
Složení poroty: Monica Allende, Stéphane Arnaud, Manuel Cohen, Petr Josek, Péter Korniss, Zvezdan Mancic, Marian Pauer, Andresj Reiser, Arianna Rinaldo, Herbert Slavík, Ami Vitale
V pořadí 19. ročníku se zúčastnilo 294 fotografů z České a Slovenské republiky s celkovým počtem 3 580 snímků. Porota v kategorii "Fotografie roku" hodnotila snímky z hlediska novinářských kvalit (aktuálnost, informativnost, výmluvnost, pohotovost), mající vynikající úroveň estetickou a symbolizuje závažné téma roku. Vítězem se stal Michal Kamaryt z ČTK: David Rath obžalovaný z korupce přichází k hlavnímu líčení u Krajského soudu v Praze, srpen 2013. Podle poroty Letošní Fotografie roku symbolizuje neutěšenost obecné nálady v zemi a upozorňuje na rozsah i vážnost korupčních problémů v České republice. Jednoduchá, silně působivá kompozice snímku obsahuje hned několik jemných, ale zároveň silných myšlenkových podnětů.
V mezinárodní porotě zasedli: obrazová redaktorka britského The Sunday Times Monica Allende, zástupce šéfredaktora fotoredakce Agence France Presse Stéphane Arnaud, francouzský fotograf a picture editor Manuel Cohen, český fotograf Reuters Petr Josek, maďarský fotograf a kurátor Péter Korniss, srbský ředitel Centra pro rozvoj fotografie Zvezdan Mancic, slovenský pedagog, publicista a kurátor Marian Pauer, český fotograf Andresj Reiser, fotoeditorka, konzultantka a kurátorka, šéfredaktorka Ojodepez Arianna Rinaldo (Itálie a Španělsko), český fotograf Herbert Slavík, fotografka a filmařka Ami Vitale z National Geographic Magazine, USA.
V tomto ročníku se poprvé objevila kategorie Czech Press Video.

### 2014
Fotografie roku: Filip Singer (EPA) Začátek, 30. listopadu 2013
Složení poroty: Adrian Evans, Stéphane Arnaud, Miriam Halwani, James R. Hugunin, Petr Josek, Peter Korniss, Heidi Levini, Marian Pauer, Andrej Reiser, Adrianna Rinaldo, Herbert Slavík, Laura Terré
V pořadí 20. ročník byl především ve znamení událostí z Ukrajiny. Fotografií roku se stal snímek Začátek Filipa Singera z agentury EPA. Na fotografii, jež je součástí série s názvem Začátek, Kyjev, Ukrajina, je zachycen muž se zkrvaveným obličejem a skloněnou hlavou procházející kolem zdi kláštera.Singerova série zvítězila také v kategorii Aktualita. Reportér ČTK Roman Vondrouš získal první cenu v kategorii Sport za černobílou sérii snímků Zimní olympijské hry v Soči. Jubilejního ročníku soutěže se zúčastnilo 267 fotografů s 3360 fotografiemi. 

### 2015
Fotografie roku: Jan Zátorský (MF Dnes) Uprchlíci na maďarsko-srbské hranici, 16. září 2014
Fotografii roku Czech Press Photo 2015 získal fotograf MF Dnes Jan Zátorský za snímek ze série Uprchlíci na maďarsko-srbské hranici, kterou pořídil na hraničním přechodu Röszke Horgoš. Snímek získal vedle hlavní ceny také první místo v kategorii Aktualita. Soutěže se zúčastnilo 278 fotografů s trvalým bydlištěm v České a Slovenské republice s celkovým počtem 3700 fotografií. Videosekce se zúčastnilo 38 autorů s celkovým počtem 52 videí.

### 2016
Fotografie roku: Michal Šula (MF Dnes) Protesty proti  návštěvě čínského prezidenta, 28. března 2016 
Fotografií roku 22. ročníku Czech Press Photo se stal snímek Michala Šuly z vydavatelství Mafra Protesty proti návštěvě Čínského prezidenta. Autor zachytil potyčku příznivců čínského prezidenta a zastánců lidských práv, ke které docházelo během celé jeho návštěvy v Česku. Mezinárodní porota hodnotila práce 349 fotografů s trvalým bydlištěm v České a Slovenské republice s celkovým počtem 5 861 fotografií. Poprvé se mohly do soutěže přihlašovat jednotlivé fotografie a videa pouze elektronicky. Videosekce se zúčastnilo 25 autorů celkovým počtem 41 videí. I díky tomu se počet přihlášených autorů meziročně zvýšil celkově o 58 a počet přihlášených prací dokonce o 2 150 snímků.

### 2017
Fotografie roku: Martin Bandžák (agentura Magna Hizballáh) Oslavy vítězství nad Izraelem
Fotografií roku se stal snímek Martina Bandžáka z agentury Magna Hizballáh, oslavy vítězství nad Izraelem. Mezinárodní porota hodnotila práce 482 fotografů, kteří do soutěže poskytli 7 277 fotografií. Videosekce se zúčastnilo 26 autorů s celkovým počtem 56 videí. Jednalo se o rekordní počet přihlášených prací. Součástí slavnostního večera vyhlášení výsledků Czech Press Photo byla rovněž aukce fotografií na podporu Centra Paraple.

### 2018
Fotografie roku: Lukáš Zeman (volný fotograf) Orangutaní matka s umírajícím potomkem, 11. května 2018
Fotografií roku se stal snímek Lukáše Zemana, na kterém je samice orangutana s umírajícím potomkem z Bornea. Po dlouhé době se vítězem nestala fotografie odkazující na politické dění, ale pro změnu na ničení přírody.

### 2019
Fotografie roku: Lukáš Bíba (Economia,a.s.) Demonstrace proti premiérovi Andreji Babišovi, 23. června 2019
Mezinárodní porota vybírala z téměř 4000 přihlášených příspěvků od 270 autorů. Fotografií roku 2019 se stal snímek z protestů na Letné autora Lukáše Bíby. „Vítězná fotografie z demonstrace proti českému premiérovi je symbolem složité politické i společenské situace v zemi. Vítězný snímek obsahuje emoce i klade otázky, a to jednoduchým, působivým a do paměti na první pohled vrývajícím se způsobem,“ uvedla za porotu Daniela Mrázková. V kategorii Lidé, o kterých se mluví, získal první místo Roman Vondrouš z ČTK za sérii Premiér v Bílém domě, na níž zachytil Andreje Babiše v USA. V kategorii Portrét vyhrála Kateřina Šulová za snímek operní pěvkyně Soni Červené. V kategorii Aktualita vyhrál Matej Kalina se snímkem Do očí vraha a je na něm v obklíčení novinářů Miroslav Marček, který se přiznal k vraždě investigativního novináře Jána Kuciaka. V porotě rozhodovali mimo jiných programový ředitel soutěže World Press Photo David Campbell, spoluzakladatelka CPP Daniela Mrázková, lektor a obrazový editor agentury VU Pascal Philippe, ředitel agentury Panos Pictures Adrian Evans, dále český fotograf Herbert Slavík, kurátorka Lucia Benická, fotografka Amak Mahmoodian nebo fotoeditor Colin Jacobson.

### 2020
Fotografie roku: Roman Vondrouš (ČTK) Dezinfekce, 9. září 2020
"Fotografii jsem pořídil 9. září 2020 v Betlémské kapli v Praze, kde účastníci Národního průmyslového summitu museli projít dezinfekční bránou v souvislosti s epidemií koronaviru. Už při příchodu ke vstupu do Betlémské kaple mě tato scéna zaujala. Začal jsem rychle fotografovat příchozí, protože do začátku konference zbývalo pouze pár minut a většina účastníků již byla v sále. Dvě dezinfekční brány stály těsně za dveřmi a zrovna v tu chvíli do nich pronikal i sluneční svit, který v kombinaci s proudící dezinfekcí dotvořil zajímavou světelnou atmosféru. Měl jsem štěstí, že muž zachycený na snímku jako jeden z mála příchozích neměl nasazenu roušku a v jeho tváři se značily jakési odevzdané emoce a únava z této nelehké doby, kterou všichni procházíme," popisuje vznik fotografie Roman Vondrouš z ČTK.

### 2021
Fotografie roku: Petr Topič (Mafra) Zkáza, 25. června 2021 
Složení poroty: předseda poroty Petr Mlch (ČTK), členové Adrian Evans (Panos Pictures), Sean Gallup (Getty Images), Jan Zátorský (Mafra) a Alžběta Jungrová (400ASA).

### 2022
Fotografie roku: Vojtěch Dárvík Máca (volný fotograf) Masakr v Irpini a Buče, duben 2022
Složení poroty: předseda poroty Petr Mlch (ČTK), členové Adrian Evans (Panos Pictures), Dana Kyndrová (volná fotografka),Filip Singer (EPA), Tamás Szigeti (Hungarian Press Photo), Evgeniy Maloletka (AP), Mstislav Chernov (AP)

### 2023
Fotografie roku: Roman Vondrouš (ČTK) Výtržnosti u soudu
Složení poroty: předseda poroty Petr Mlch (ČTK), členové Dana Kyndrová (volná fotografka), Nick Hannes (Panos Pictures), Filip Singer (EPA), Adrian Evans (Panos Pictures)
V tomto ročníku byla poprvé udělena nová Cena Radiožurnálu za nejsilnější fotografii nebo sérií, kterou fotografka či fotograf pořídili na místě extrémní události, kde se sami potýkali s bezpečnostní situací. Autor získává 20.000, -Kč, rádio DAB+ a instituce jí uspořádá výstavu fotografií v prostorách budovy Českého rozhlasu v Praze na Vinohradské třídě. Poprvé cenu získala fotografka Majda Slámová.

### 2024
Fotografie roku: Petr David Josek (AP) Atletika na Olympijských hrách v Paříži
Složení poroty: předseda poroty Petr Mlch (ČTK), členové Adrian Evans (Panos Pictures), Alžběta Jungrová (400ASA), Filip Singer (EPA), Mads Nissen (Panos Pictures), Petr Josek, Simon Chang